# Palotay Sándor
Palotay Sándor (Lupény, 1926. szeptember 25. – Budapest, 1979. augusztus 5.) adventista lelkész, a Szabadegyházak Tanácsának (SZET) elnöke, a Magyarországi Egyházak Ökomenikus Tanácsának (MEÖT) alelnöke, az Országos Béketanács, a Hazafias Népfront Budapesti Bizottsága és a Magyarok Világszövetsége elnökségi tagja. Egyházi tevékenysége során valamiféle viszonyban lehetett az állambiztonsággal egy ÁBTL.-ben található dokumentum alapján.

## Életpályája
Erdélyi baptista családban nőtt fel, majd családjával csatlakozott az adventistákhoz.
Budapesti tanulmányai elvégzése után, 1954-től a Hetednapi Adventista Egyház alkalmazottja, lelkésze, majd gazdasági titkára volt. Az életvitele miatt azonban 1956-ban kizárták az egyházból.
1958-tól a Magyarországi Szabadegyházak Tanácsa (SZET) titkára, 1961-től főtitkára és elnöke, majd 1961–1969 ügyvezető igazgatója, 1969–1979 között elnöke volt. 
1958-tól tagja lett a Keresztyén Békekonferenciának (KBK) és majd az elnökségi tagja.
1960-ban felelős szerkesztője, majd főszerkesztője a Békehírnök című lapnak. 1966-ban létrehozta a SZET Lelkészképző Intézetét.
Cikkei jelentek meg a Békehírnökben, a Theológiai Szemlében és más egyházi lapokban. Több cikke, tanulmánya bár mások műve volt, az ő neve alatt jelentek meg.
Hosszan tartó betegség után 1979 nyarán hunyt el.
Sírja a Farkasréti temetőben található (6/16-1-29).

## Elismerése
1972-ben a debreceni Református Teológiai Akadémiától tiszteletbeli tanári oklevelet kapott. 1978. június 1-jén a budapesti Evangélikus Teológiai Akadémia tiszteletbeli doktorává avatta.
Díjai:
- Békéért aranykitüntetés (1963)
- Munka Érdemrend arany fokozata (1968)
- a Magyar Népköztársaság Zászlórendje (1978)

## A neve alatt megjelent művek
- Másokért, mindenkiért Dr. Martin Luther King emlékére; szerk. Palotay Sándor, Nagy József; Magyarországi Szabadegyházak Tanácsa, Bp., 1968
- A nazarénusok; szerk. Palotay Sándor, Szigeti Jenő; Magyarországi Szabadegyházak Tanácsa, Bp., 1969 (A Magyarországi Szabadegyházak Tanácsának tanulmányai)
- Tévedések útján. A "Jehova tanúi"; szerk. Palotay Sándor, Szigeti Jenő, Magyarországi Szabadegyházak Tanácsa, Bp., 1977
- Billy Graham Magyarországon. 1977. szeptember 3-10. / Billy Graham in Hungary; szerk. Palotay Sándor; Magyarországi Szabadegyházak Tanácsa, Bp., 1978
- A Magyarországi Szabadegyházak Tanácsa tagegyházainak konfesszionális hűsége és ökumenikus elkötelezettsége. Bp., 1978
- Élet az oltáron / A life on the altar; szerk. Palotay Sándor, Dobner Béla, ford. Welker Anna Debora; Magyarországi Szabadegyházak Tanácsa, Bp., 1979